# Jorge Winckler
Jorge Winckler Ortiz (Salina Cruz, Oaxaca; 31 de marzo de 1973) es un abogado y funcionario público mexicano, fue fiscal general de Veracruz del 30 de diciembre de 2016 al 3 de septiembre de 2019, actualmente se encuentra detenido en el penal de máxima seguridad "Altiplano" de México por el delito de privación ilegal de la libertad.

## Primeros años
Nació en la ciudad de Oaxaca de Juárez, Oaxaca el 13 de marzo de 1973, hijo del abogado Jorge Winckler Yessin. Estudió derecho en la Universidad Nacional Autónoma de México (UNAM) al solicitar cambio de institución en el Sistema Incorporado. Posteriormente obtuvo una maestría en derecho procesal penal por el Centro Universitario Latino Veracruz y otra maestría en derecho corporativo por la Escuela Libre de Derecho (ELD). Es titular del despacho de abogados «Lic. Jorge Winckler Ortiz & Abogados» ubicado en el municipio de Boca del Río.

## Fiscal General de Veracruz

### Designación
Winckler fue aprobado por el Congreso del Estado de Veracruz con 38 votos a favor y 11 en contra el 30 de diciembre de 2016 para ocupar el cargo de fiscal general de Veracruz por un periodo de 9 años (2016-2025).

### Destitución
El 3 de septiembre de 2019 la Comisión Permanente del Congreso del Estado de Veracruz aprobó con 8 votos a favor y 3 en contra la destitución temporal del cargo del fiscal a Jorge Winckler argumentando que no había cumplido con la revalidación de su certificado de confianza y debía analizarse su desempeño, dejando a Verónica Hernández Giadans como encargada del despacho.
El 26 de marzo de 2020 fue destituido definitivamente por el Congreso del Estado de Veracruz con 33 votos a favor y 12 en contra ya que no contaba con certificación de controles de confianza para desempeñarse como fiscal.

## Polémicas
Durante su gestión como fiscal, se tuvo que enfrentar a varios casos, los cuales han generado polémica como el de Minatitlán y Coatzacoalcos, así como un juicio político en su contra. Estas se valieron para ser blanco de críticas del gobernador de Veracruz Cuitláhuac García Jiménez por su gestión en la fiscalía.

### Defensa de María Josefina Gamboa
Winckler defendió a María Josefina Gamboa Torales del delito de homicidio culposo en el año 2014. En el 2019 María Josefina Gamboa Torales como diputada del Congreso del Estado de Veracruz por el Partido Acción Nacional (PAN) se le acusó de conflicto de intereses ya que era parte de la comisión que evaluaría el juicio político contra el fiscal ya que fue su clienta directa.

### Masacre en Minatitlán
La masacre en Minatitlán ocurrió la noche del 19 de abril de 2019 en Minatitlán, Veracruz, México, en donde fueron asesinadas 14 personas mientras festejaban una fiesta de cumpleaños de una mujer de 52 años, cuando preguntaron por «La Beky», la administradora de un bar en Minatitlán y comenzaron a disparar.